# Michaił Arapow
Michaił Iwanowicz Arapow (ros. Михаил Иванович Арапов, ur. 18 października?/30 października 1898 w Petersburgu, zm. 25 maja 1947 w Moskwie) – radziecki kontradmirał, uczestnik II wojny światowej.

## Życiorys
W 1918 został powołany do służby w Marynarce Wojennej RFSRR, brał udział w walkach wojny domowej w Rosji. W 1925 skończył szkołę wojskowo-morską, w 1927 specjalne kursy kadry dowódczej Sił Wojskowo-Morskich, a w 1933 Akademię Wojskowo-Morską. Od 1937 służył we Flocie Oceanu Spokojnego m.in. jako pomocnik szefa sztabu, szef sztabu i zastępca dowódcy floty. W lutym 1943 został szefem sztabu Floty Bałtyckiej, wraz ze sztabem Frontu Leningradzkiego kierowany przez niego sztab brał udział w opracowywaniu operacji mgińskiej (lato 1943) przeprowadzanej przez wojska Frontu Leningradzkiego i Wołchowskiego. Od grudnia 1943 przebywał na leczeniu, w czerwcu 1946 został zwolniony ze służby z powodu ciężkiej choroby.

## Odznaczenia
- Order Lenina
- Order Czerwonego Sztandaru
- Medal „Za zwycięstwo nad Niemcami w Wielkiej Wojnie Ojczyźnianej 1941–1945”
- Medal jubileuszowy „XX lat Robotniczo-Chłopskiej Armii Czerwonej”